# دره بقعه (بازی ویدئویی)
مانیومنت ولی یا دره بقعه (انگلیسی: Monument Valley) یک بازی ویدئویی مستقل به سبک معمایی است که توسط Ustwo Games توسعه یافته و منتشر شده است. بازیکن، کنترل پرنسس ایدا را در مارپیچ‌هایی دارای خطای دید و اشیاء غیرممکن بر عهده دارد و جهان اطراف خود را دستکاری می‌کند تا به پلتفرم‌های مختلفی برسد. مانیومنت ولی در اوایل ۲۰۱۳ طی ۱۰ ماه و بر پایه نقاشی‌های مفهومی هنرمند شرکت، کن وونگ توسعه پیدا کرد. این بازی از شاهزاده‌های ژاپنی، مجسمه‌سازی مینیمالیسم، و بازی‌های مستقل ویندوسیل، فز، و شمشیر و اسلحه الهام گرفته است و با نقاشی‌های منتقد موریس اشر و اکوکروم مقایسه گردید.
بازی به گونه‌ای طراحی شده بود که هر فریم آن در نمایش عمومی مورد ستایش قرار گرفت. مانیومنت ولی پس از تست محدود نسخه بتا، در ۳ آوریل ۲۰۱۴ برای آی‌اواس منتشر شد و بعدها به اندروید و ویندوز فون پورت شد. بازی به‌طور کلی نظرهای خوبی را دریافت کرد. منتقدان طراحی تصویر و صدای بازی را ستودند، اما کوتاهی داستان و دشوار نبودن آن را خاطر نشان کردند. این بازی برنده جایزه طراحی اپل برای بهترین بازی سال ۲۰۱۴ آی‌پد شد و تا ژانویه ۲۰۱۵ بیش از دو میلیون نسخه از آن فروش رفت. تا مه ۲۰۱۶ میزان فروش آن از ۲۶ میلیون فراتر رفت.
دنباله‌ای با عنوان مانیومنت ولی ۲ در ۵ ژوئن ۲۰۱۷ برای سیستم‌عامل آی‌اواس عرضه شد.

## روند بازی
در مانیومنت ولی، شخصیت بازیکن پرنسس ایدا در مارپیچ‌هایی دارای خطای دید و شیء غیرممکن سفر می‌کند که به عنوان هندسه مقدس در بازی معرفی شده، او مسافرت می‌کند تا برای چیزهایی مورد آمرزش قرار گیرد. بازی در تصویر ایزومتریک ارائه شده، و بازیکن با محیط برای یافتن گذرگاه‌های مخفی برای پیشروی ایدا به سوی نقشه خروج، تعامل می‌کند. هر کدام از ده مرحله مکانیک مرکزی خود را دارد. فعل و انفعالات شامل جا به جایی پلتفرم‌ها، ستون‌ها و ساخت پل‌ها می‌شود. بازیکن به‌طور غیرمستقیم توسط طراحی عناصر بازی مانند رنگ‌ها و به‌طور مستقیم توسط کلاغ‌هایی که سد راه ایدا می‌گردند، هدایت می‌شود. منتقدان سبک مجازی بازی را با نقاشی‌های پر جنب و جوش موریس اشر و اکوکروم مقایسه کرده‌اند. بازی شامل حالت دوربین نیز می‌شود در جایی که بازیکن می‌تواند در مرحله پرسه بزند تا تصاویری را بسازد. این شامل فیلترهایی می‌شود که مشابه آن‌ها در اینستاگرام وجود دارد.

## توسعه
مانیومنت ولی توسط Ustwo توسعه یافت، یک شرکت طراحی دیجیتال که در سال ۲۰۰۴ تأسیس گردید و از سال ۲۰۰۷ مولد بازی‌های آیفون شد. بازی «دنباله نهنگ» و اپلیکیشن‌های دیگر آن‌ها شامل اپلیکیشن طراحی «گرانیماتور» و اپلیکیشن اشتراک گذاری تصاویر «رندو»، میلیون‌ها بار دانلود شد. مانیومنت ولی به عنوان یک بازی لمسی برای تبلت‌ها در نظر گرفته شده بود. توسعه آن در اوایل ۲۰۱۳ آغاز گردید، و ۱۰ ماه طول کشید. این بازی در آن زمان تحت نام «برج توهم» توسعه پیدا کرد. طراحی آن با یک نقاشی مفهومی به سبک موریس اشر شروع شد، و طراحی نهایی از آن فاصله چندانی نگرفت. مدیریت Ustwo به تیم توسعه خط داستانی و بودجه نداد، و به جای آن به آن‌ها گفت که بر روی «ساخت یک محصول با کیفیت بالا» تمرکز کنند. توسعه بازی‌ها سهم زیادی در عملکرد Ustwo ندارد، پس شرکت تمرکز خود را در توسعه بر تولید «محصولات عالی» قرار می‌دهد که بازتاب خوبی در کمپانی دارد، و نسبتاً سودآور است.
در مورد سبک هنری، طراح بازی و هنرمند کن وونگ گفت که او آرزو کرده که هر بخش از گیم پلی بازی را شایسته نمایش عمومی طراحی کند. پروژه قبل از آن که به یک بازی تبدیل شود به عنوان نقاشی‌های مفهومی وونگ بود. وونگ می‌گوید که گیم پلی طراحی شده بود تا به بازیکن اجازه دهد در جریان کاوش، بدون راهنمایی مستقیم هدف بازی را کشف کند. بازی از رنگ‌ها استفاده می‌کند تا همانند لبه آینه نشان دهد که بازیکن کجا تعامل می‌کند. وونگ گیم پلی بازی را چیزی بین اسباب بازی فروشی عجیب و شیر، کمد و جادوگر و داستان بازی را به جای یک کتاب روایت کننده شبیه یک «آهنگ» نمادین می‌داند. بازی طراحی شده بود تا توسط تعداد زیادی از کاربران به پایان برسد که سبکی غیر رایج در میان بازی‌هایی است که برای مخاطب عام عرضه می‌شوند. این بازی در ازای یک تجربه سخت، به عنوان یک «تجربه هزینه‌دار» تعیین شده بود.
بازی تا دسامبر ۲۰۱۳ در حالت بتا قرار داشت، که بیش از ۱۰۰۰ نفر آن را امتحان کردند و میانگین زمان به پایان بردن بازی ۹۰ دقیقه بود. همچنین این بازی به عنوان بازی اختصاصی آی‌پد برنامه‌ریزی شده بود. بازی در ابتدا در ۳ آوریل ۲۰۱۴ برای آی‌اواس عرضه شد، و شرکت در کمتر از دو هفته مبلغ صرف شده برای بازی را به دست آورد. یک نسخه پورت شده اندروید در دو نسخه بتا عرضه شد و بعدها در ۱۴ مه ۲۰۱۴ عرضه نهایی شد. از آوریل ۲۰۱۴ تعداد مرحله‌های بیشتری در دست توسعه قرار گرفت. Ustwo بیان نمود آن‌ها مراحل را به «دلایل هنری» اضافه می‌کنند مانند ایده‌هایی که آن‌ها می‌خواهند امتحان کنند، اما نمی‌توانند با انتشار اصلی منطبقشان کنند.